# Biserica Sfântul Spiridon și Buna Vestire din Bârlad
Biserica Sfântul Spiridon și Buna Vestire din Bârlad este un monument istoric aflat pe teritoriul municipiului Bârlad.
Biserica a fost ridicată între anii 1822-1825. În urma incendiului din anul 1913, biserica a fost reparată între 1914 - 1916. Între 1997-1999 biserica a suferit o reparație completă.